# دیوید میترانی
دیوید میترانی (انگلیسی: David Mitrany; ۱ ژانویهٔ ۱۸۸۸ – ۱ ژانویهٔ ۱۹۷۵) محقق، تاریخ‌نگار و نظریه‌پرداز سیاسی بریتانیایی بود. مهم‌ترین منبع پیرامون کار فکری و زندگی میترانی، کتاب خاطرات او با عنوان «نظریهٔ کارکردی سیاست» است که در سال ۱۹۷۵ منتشر شد.

## فعالیت حرفه‌ای
در ۱ سپتامبر ۱۹۳۳، میترانی به دانشکدهٔ اقتصاد و سیاست در موسسهٔ مطالعات پیشرفته در پرینستون پیوست و تا سال ۱۹۵۳ در آن‌جا به فعالیت مشغول بود. او در زمینهٔ روابط بین‌الملل به تحقیق پرداخت. او را بنیان‌گذار مکتب کارکردگرایی در روابط بین‌الملل می‌دانند که به عنوان زیرشاخه‌ای از نهادگرایی لیبرال نیز شناخته می‌شود.